# Un crime en Hollande
Un crime en Hollande est un roman policier de Georges Simenon écrit en mai à bord de l’Ostrogoth, Morsang-sur-Seine (Seine-et-Marne), et publié en juillet 1931. Il fait partie de la série des Maigret.
Le roman se déroule à Delfzijl (en Frise néerlandaise) dans les années 1930. L’enquête se déroule en mai et dure deux jours.
Simenon dépeint la bourgeoisie protestante dans une petite ville hollandaise ; le comportement des personnages est nettement influencé par ce milieu strict et austère contre lequel certains réagissent. Par ailleurs Maigret a un cas de conscience : est-il vraiment utile de dénoncer la personne coupable ? À noter son ironie dans ses rapports avec Duclos et avec la police hollandaise.

## Personnages
- Conrad Popinga : Hollandais, victime de meurtre. Professeur à l’École navale de Delfzijl, ancien capitaine au long cours. Marié, pas d’enfants. 42 ans.
- Liesbeth Popinga : épouse de Conrad, 45 ans.
- Any Van Elst : sœur de Liesbeth, avocate, 25 ans.
- Jean Duclos : Français, d’origine suisse, professeur de criminologie à l’Université de Nancy, la trentaine.
- Beetje Liewens : maîtresse de Conrad Popinga, 18 ans.
- Liewens : père de Beetje, fermier, notable.
- Cornélius Barens : élève à l’École navale, 18 ans.
- Oosting, surnommé le Baes : marin, 50 ans.

## Résumé
Après une soirée donnée chez les Popinga en l'honneur du professeur Jean Duclos venu faire une conférence à Delfzijl, Conrad Popinga a été tué d'un coup de revolver. Maigret est envoyé dans la ville afin d'enquêter sur le meurtre.
Les suspects ne manquent pas : Duclos lui-même, qui a découvert bien vite l'arme du crime ; Beetje Liewens, maîtresse de Conrad, revenue vers la maison des Popinga alors que son amant l'avait reconduite chez elle ; l'irascible fermier Liewens, qui avait appris la liaison de sa fille et la désapprouvait ; le jeune Cornélius Barens, amoureux de Beetje ; Oosting, le vieux marin dont la casquette a été retrouvée dans la salle de bains des Popinga ; enfin, Madame Popinga et sa sœur Any, restées à la maison après le départ des invités.
La casquette d'Oosting est l'élément insolite de l'affaire, car Maigret acquiert rapidement la certitude que le marin n'avait aucune raison de tuer Popinga ; on lui a donc volé sa casquette pour le faire accuser.
Trouver le voleur, c'est donc trouver la clé de l'énigme. Maigret y parvient grâce à une reconstitution minutieuse de la soirée du crime, reconstitution qui lui permet d'éliminer méthodiquement les suspects.

### Révélations finales
La seule à ne pas être disculpée est Any, la jeune avocate. Disgraciée physiquement, repoussée par les hommes, elle s'était prise de passion pour son beau-frère qui lui préférait manifestement la jolie Beetje ; son amour s'est mué en haine et elle a décidé de tuer « sans donner prise à la moindre accusation ». Any se suicidera avant son jugement. Maigret se demande s'il n'aurait pas dû cacher la vérité, comme il en avait eu un instant l'intention.

## Éditions
- Édition originale : Fayard, 1931
- Tout Simenon, tome 16, Omnibus, 2003  (ISBN 978-2-258-06101-9)
- Livre de poche n° 14313, 2005  (ISBN 978-2-253-14313-0)
- Tout Maigret, tome 1, Omnibus, 2019  (ISBN 978-2-258-14806-2)

## Adaptations
- Sous le tire The Fontenay Murders, téléfilm anglais d'Alan Bridges, avec Rupert Davies, diffusé en 1963
- Un crime en Hollande, téléfilm français de René Lucot, avec Jean Richard, diffusé en 1976.
- Sous le titre Maigret en Finlande, téléfilm français de Pekka Parikka, avec Bruno Cremer, diffusé en 1996.

## Autour du roman

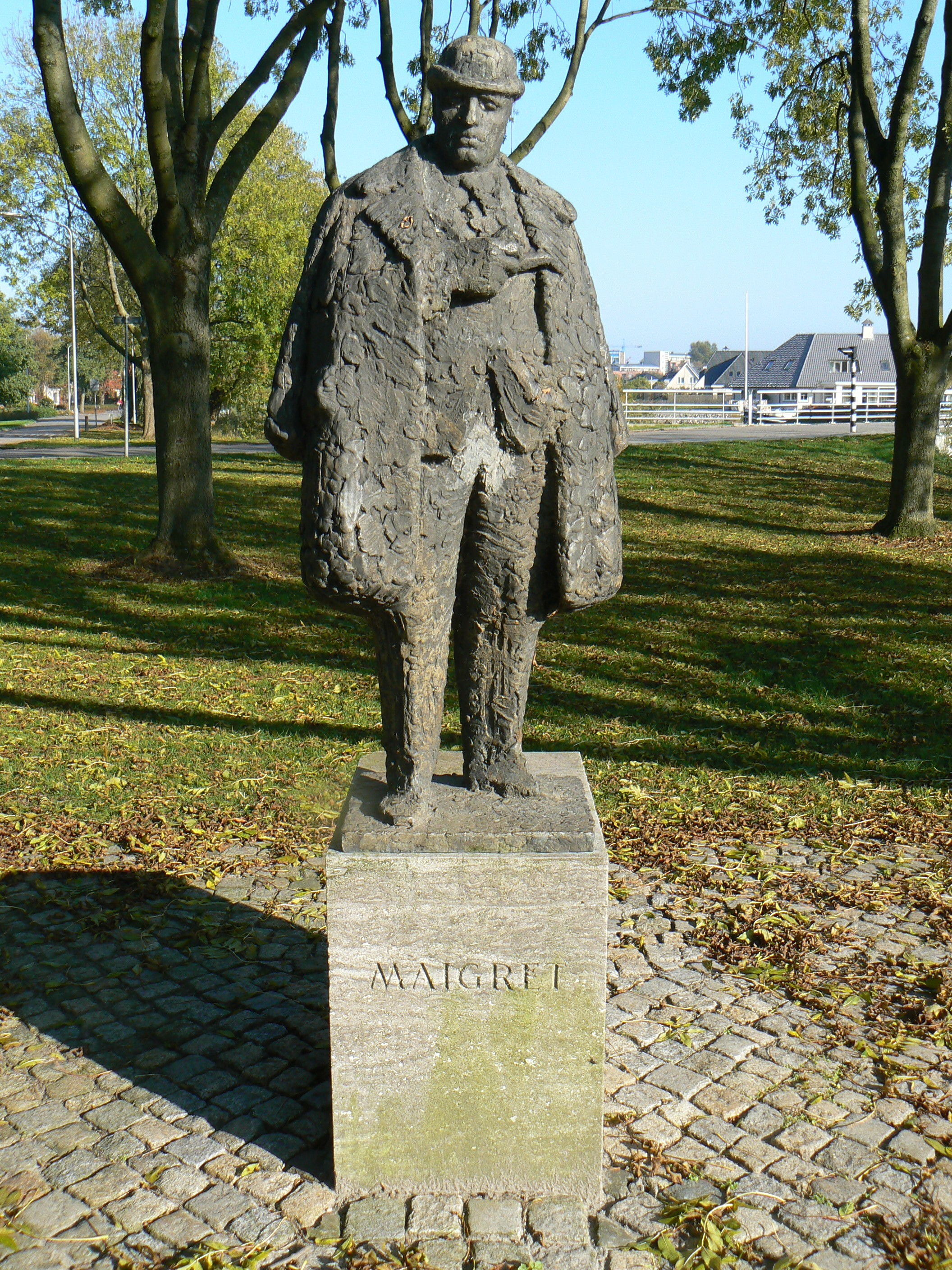
Statue du commissaire Maigret à Delfzijl

Depuis 1966 une statue de Maigret, réalisée par le sculpteur Pieter d'Hont, se trouve à Delfzijl, en référence à Georges Simenon qui a situé l'action de ce roman dans cette ville.

### Source bibliographique
- Maurice Piron, Michel Lemoine, L'Univers de Simenon, guide des romans et nouvelles (1931-1972) de Georges Simenon, Presses de la Cité, 1983, p. 268-269  (ISBN 978-2-258-01152-6)